# 血之王朝
《血之王朝》（英語：Reign in Blood）是美国敲击金属乐队超级杀手合唱团的第3张音乐专辑，也是首张大唱片，于1986年10月7日由Def Jam唱片公司发行。

## 更改唱片公司
超级杀手合唱团的前一张唱片《地狱恭候》获得正面反响，乐队制作人兼经理布莱恩·斯拉格尔（Brian Slagel）很快意识到，乐队有望都过下一张唱片更上一层楼。为此他与多家唱片公司接洽，瑞克·魯賓和拉素爾·西蒙斯（Russell Simmons）的Def Jam唱片公司也在其中。不过）这时主要还是嘻哈音乐唱片公司，斯拉格尔不是很愿意让乐队同这样专业不对口的公司签约。乐队鼓手戴夫·隆巴多（Dave Lombardo）得知鲁宾有意合作，于是开始和该制作人接触。不过，超级杀手这时已经与金属刀片唱片公司订有契约，所以另外几位成员都对另觅唱片公司心存忐忑。
隆巴多与的分销商哥伦比亚唱片取得联系，并找上鲁宾，后者同意与摄影师格伦·弗里德曼（Glen E. Friedman）一起前去观看乐队的演唱会。弗吉德曼曾参与自杀倾向乐队首张唱片《自杀倾向的制作，超级杀手合唱团主唱汤姆·阿拉亚（Tom Araya）曾在该唱片第6首单曲《体制化》（Institutionalized）中客串出镜。大概就在这一时期，鲁宾问起弗里德曼，是否听说过超级杀手。
吉他手杰夫·汉尼曼（Jeff Hanneman）得知鲁宾对超级杀手很感兴趣后深感意外，他也对鲁宾与嘻哈組合和歌手Run-DMC及LL Cool J的合作感到佩服。经斯拉格尔牵线搭桥，鲁宾与乐队在一次欧洲音乐会议上直接交流，成功说服超级杀手同签约。斯拉格尔亲自向鲁宾表示敬意，称所有与乐队洽谈的唱片公司代表中，鲁宾是最热情的一位。协议达成后，弗里德曼将乐队成员带到西雅图，花两天时间拍摄宣传照、演唱书宣传册和可能用在唱片包装上的照片，因为鲁宾觉得此前乐队所拍的照片效果都不理想。新拍的照片中有一张之后用作乐队1988年唱片《天堂之南》的后封面。

## 录音
《血之王朝》是在洛杉矶录制，由鲁宾担任制作人。这是他首次在专业领域同重金属乐队合作，他的新视角也令超级杀手合唱团大幅调整了音乐结构。网站的史蒂夫·休伊（Steve Huey）认为，受鲁宾的影响，超级杀手的歌曲变得更加严密，速度也更快，这种干净利落的音乐风格与乐队以前的录音形成鲜明对比。这令超级杀手的音乐风格出现大幅变更，并且改变了观众对乐队的看法。阿拉亚此后也承认，之前发行的两张唱片没有达到应有的水准。吉他手克里·金（Kerry King）之后称：“那感觉就像，‘哇——你什么都能听到，这些家伙演奏得不但很快，音符也都合拍。’”